# Eredivisie 2007-08
La Eredivisie 2007-08 fue la 52.ª edición de la Eredivisie. La temporada se inició en agosto de 2007 y terminó el 18 de mayo de 2008. El campeón fue el PSV Eindhoven, conquistando su 18.ª Eredivisie y el 21.º título de campeón de los Países Bajos.

## Tabla de posiciones
| Pos. | Equipo             | Pts. | PJ | PG | PE | PP | GF | GC | Dif. |
| ---- | ------------------ | ---- | -- | -- | -- | -- | -- | -- | ---- |
| 1°   | PSV Eindhoven      | 72   | 34 | 21 | 9  | 4  | 65 | 24 | +41  |
| 2    | Ajax Ámsterdam     | 69   | 34 | 20 | 9  | 5  | 94 | 45 | +49  |
| 3    | NAC Breda          | 63   | 34 | 19 | 6  | 9  | 48 | 40 | +8   |
| 4    | Twente             | 62   | 34 | 17 | 11 | 6  | 52 | 32 | +20  |
| 5    | Heerenveen         | 60   | 34 | 18 | 6  | 10 | 88 | 48 | +40  |
| 6    | Feyenoord Róterdam | 60   | 34 | 18 | 6  | 10 | 64 | 41 | +23  |
| 7    | Groningen          | 51   | 34 | 15 | 6  | 13 | 53 | 54 | -1   |
| 8    | NEC Nijmegen       | 49   | 34 | 14 | 7  | 13 | 49 | 50 | -1   |
| 9    | Roda JC            | 47   | 34 | 12 | 11 | 11 | 55 | 55 | 0    |
| 10   | Utrecht            | 46   | 34 | 13 | 7  | 14 | 59 | 55 | +4   |
| 11   | AZ Alkmaar         | 43   | 34 | 11 | 10 | 13 | 48 | 53 | -5   |
| 12   | Vitesse            | 43   | 34 | 12 | 7  | 15 | 46 | 55 | -9   |
| 13   | Sparta Rotterdam   | 34   | 34 | 9  | 7  | 18 | 52 | 76 | -24  |
| 14   | Heracles Almelo    | 32   | 34 | 8  | 8  | 18 | 34 | 64 | -30  |
| 15   | Willem II          | 31   | 34 | 8  | 7  | 19 | 40 | 49 | -9   |
| 16   | De Graafschap      | 30   | 34 | 7  | 9  | 18 | 33 | 64 | -31  |
| 17   | VVV-Venlo          | 29   | 34 | 7  | 8  | 19 | 44 | 76 | -32  |
| 18   | Excelsior          | 27   | 34 | 7  | 6  | 21 | 32 | 75 | -43  |

| Campeón, clasifica a la fase de grupos de la Liga de Campeones 2008-09.  |
| Play-Offs para ingresar a la Liga de Campeones 2008-09.                  |
| Clasifica a la Primera Fase de la Copa de la UEFA 2008-09.               |
| Play-Offs para ingresar a la Primera Fase de la Copa de la UEFA 2008-09. |
| Play-Offs de Descenso.                                                   |
| Desciende a la Eerste Divisie de la próxima temporada.                   |

## Play-Offs para ingresar a laLiga de Campeones 2008-09
| Heerenveen     | 1 - 2 | Ajax Ámsterdam |
| Ajax Ámsterdam | 3 - 1 | Heerenveen     |

| Twente    | 3 - 0 | NAC Breda |
| NAC Breda | 1 - 5 | Twente    |

| Final                                                              | Final     | Final          | Final | Final | Final |
| Local                                                              | Resultado | Visitante      |       |       |       |
| ------------------------------------------------------------------ | --------- | -------------- | ----- | ----- | ----- |
| Twente                                                             | 2 - 1     | Ajax Ámsterdam |       |       |       |
| Ajax Ámsterdam                                                     | 0 - 0     | Twente         |       |       |       |
| Twente clasificó con un global de 2 - 1 a la UEFA Champios League. |           |                |       |       |       |

## Play-Offs para ingresar a laCopa de la UEFA 2008-09
| Utrecht   | 2 - 2 | Groningen |
| Groningen | 3 - 1 | Utrecht   |

| Roda JC      | 0 - 1 | NEC Nijmegen |
| NEC Nijmegen | 0 - 2 | Roda JC      |

| Heerenveen | 2 - 0 | NAC Breda  |
| NAC Breda  | 2 - 2 | Heerenveen |

| NEC Nijmegen | 1 - 0 | Groningen    |
| Groningen    | 1 - 3 | NEC Nijmegen |

| NEC Nijmegen | 6 - 0 | NAC Breda    |
| NAC Breda | 0 - 1 | NEC Nijmegen |
| Clasificaron a la Copa de la UEFA NEC Nijmegen, Heerenveen y Ajax Ámsterdam. El NAC Breda clasificó a la Copa Intertoto 2008. |       |              |

## Play-Offs de ascenso y descenso
| Ronda 1         | Ronda 1   | Ronda 1       | Ronda 1 | Ronda 1 | Ronda 1 |
| Equipo          | Resultado | Equipo        | Ida     | Vuelta  |         |
| --------------- | --------- | ------------- | ------- | ------- | ------- |
| Go Ahead Eagles | 1–4       | ADO Den Haag  | 1–1     | 0–3     |         |
| TOP Oss         | 2–5       | Helmond Sport | 2–2     | 0–3     |         |

| Ronda 2       | Ronda 2 | Ronda 2       | Ronda 2 | Ronda 2 | Ronda 2   |
| Equipo        | Puntos  | Equipo        | Ida     | Vuelta  | Desempate |
| ------------- | ------- | ------------- | ------- | ------- | --------- |
| ADO Den Haag  | 6–3     | VVV-Venlo     | 1–0     | 0–1     | 2–0       |
| MVV           | 3–6     | RKC Waalwijk  | 1–0     | 0–2     | 0–4       |
| PEC Zwolle    | 6–3     | Don Bosch     | 0–1     | 2–1     | 1–0       |
| Helmond Sport | 0–6     | De Graafschap | 2–3     | 1–3     | -         |

| Ronda 3      | Ronda 3 | Ronda 3       | Ronda 3 | Ronda 3 | Ronda 3   |
| Equipo       | Puntos  | Equipo        | Ida     | Vuelta  | Desempate |
| ------------ | ------- | ------------- | ------- | ------- | --------- |
| ADO Den Haag | 5–2     | RKC Waalwijk  | 1–1     | 2–2     | 2–1       |
| PEC Zwolle   | 1–4     | De Graafschap | 1–3     | 0–0     | -         |

ADO Den Haag y De Graafschap jugarán la Eredivisie 2008-09.

## Goleadores

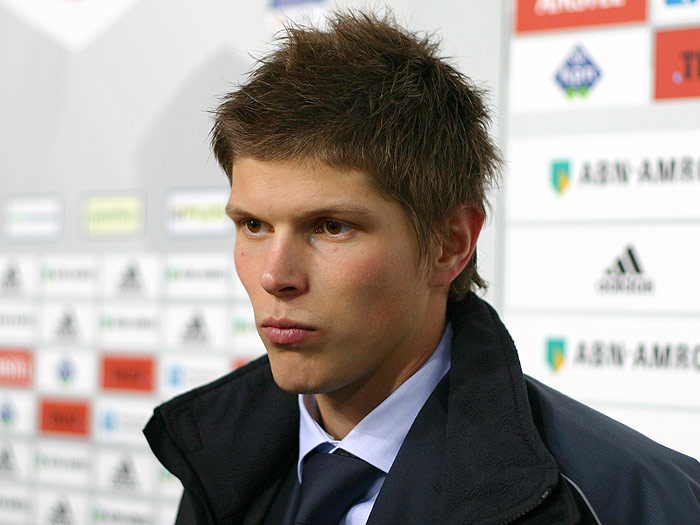
Klaas-Jan Huntelaar, el máximo goleador de la temporada 2007-08

| Goles | Jugador             | Equipo                       |
| ----- | ------------------- | ---------------------------- |
| 33    | Klaas-Jan Huntelaar | A. F. C. Ajax                |
| 22    | Blaise Nkufo        | F. C. Twente                 |
| 17    | Luis Suárez         | A. F. C. Ajax                |
| 16    | Robin Nelisse       | F. C. Utrecht                |
| 15    | Marcus Berg         | F. C. Groningen              |
| 15    | Michael Bradley     | S. C. Heerenveen             |
| 15    | Kenneth Pérez       | A. F. C. Ajax, PSV Eindhoven |
| 14    | Danny Koevermans    | PSV Eindhoven                |
| 14    | Miralem Sulejmani   | S. C. Heerenveen             |